# Hernando de Aldana
Pour les articles homonymes, voir Aldana (homonymie).
Hernando de Aldana, né à Valencia de Alcántara en 1481 et mort à Cuzco en 1546, est un conquistador espagnol.

## Biographie
Hernando de Aldana est le frère de Lorenzo de Aldana. Il s'enrôle lors du troisième voyage de Francisco Pizarro comme simple fantassin. Sachant lire et écrire, il apprend la langue quechua.
D'après Pedro Cieza de León, de Aldana se porte volontaire pour se rendre seul à Cajamarca comme messager devant l'Inca Atahualpa et lui demander de hâter sa marche vers la ville, sur la place de laquelle les Espagnols attendaient. De Aldana, en présence de l'Inca, aurait refusé de lui donner son épée, se tenant ferme contre les tentatives des gardes indigènes de le désarmer. Une fois le message délivré, il revient vers ses compagnons, acquérant ainsi une réputation de bravoure et d'intrépidité.
Lors de la capture d'Atahualpa sur la Plaza de Cajamarca, de Aldana, en tant que seul Espagnol qui comprenait le quechua, accompagne le frère Vicente Valverde et l'interprète Martinillo, lors de la demande formelle adressée au monarque indigène.
En 1535, il devient conseiller à Cuzco et est l'un des défenseurs de la ville lors du siège de Manco Capac II en 1536. Il se distingue pendant la prise du sanctuaire d'Angocagua et sert de messager devant Manco Capac, escorté par trois cavaliers espagnols. Au cours de cette mission, il est capturé par l'almagriste Francisco de Chaves et amené devant Diego de Almagro, qui le traite avec honneur et le libère.
De Aldana, en sa qualité d'échevin, reçoit plus tard Almagro à Cuzco en tant que gouverneur de Nueva Toledo. Il le fait sous la pression des circonstances, car au fond de lui il sympathise avec les hommes de Pizarro. C'est ainsi qu'avec Lorenzo de Aldana, il aide Gonzalo Pizarro et Alonso de Alvarado à s'évader de leur prison de Cuzco et marche avec eux vers Lima.
Après la fin de la guerre civile, il se rend à Charcas, ensuite appelée La Plata (aujourd'hui Sucre, en Bolivie), alors en plein essor en raison de l'exploitation du métal argenté (d'où son nom, plata signifiant « argent » en castillan).
Après l'assassinat de Francisco Pizarro et la rébellion de Diego de Almagro le jeune, il reste fidèle à la Couronne et marche avec Pedro Anzúrez de Camporredondo pour soutenir Cristóbal Vaca de Castro. Il est compté parmi les vainqueurs de la bataille de Chupas (1542).
Lorsque la Grande Rébellion des encomenderos dirigée par Gonzalo Pizarro éclate, Aldana maintient sa loyauté envers la Couronne et quitte La Plata pour soutenir le vice-roi Blasco Núñez Vela. En chemin, il apprend que Blasco a été capturé par ses propres hommes et que la rébellion gagne du terrain. Découragé, il retourne à Charcas, mais en passant par Cuzco, il a le malheur de tomber sur Francisco de Carvajal, lieutenant de Gonzalo. Carvajal est un ennemi déclaré de tous les Aldana, en particulier de Lorenzo de Aldana, et la première chose qu'il fait en entrant à Cuzco est d'arrêter Hernando de Aldana, qu'il condamne, sans raison, à mort par pendaison.